# Phyllostachys shuchengensis
Phyllostachys shuchengensis là một loài thực vật có hoa trong họ Hòa thảo. Loài này được S.C.Li & S.H.Wu miêu tả khoa học đầu tiên năm 1981.